# Karlstad Bollklubb
Il Karlstad Bollklubb, meglio noto come Karlstad BK, è stata una società calcistica svedese con sede nella città di Karlstad.

## Storia
Sin dalla sua fondazione – datata 19 ottobre 1923 – il Karlstad BK militò perlopiù nel secondo o nel terzo livello del calcio svedese. Dalla stagione 1928-29 fino al 1990, infatti, la squadra giocò solamente in quelle due categorie, senza mai salire in Allsvenskan o scendere ulteriormente. La prima discesa in quarta serie arrivò al termine del campionato 1990, ma la risalita fu immediata e permise al club di partecipare ad altri 7 campionati di terza serie. Nel 1999 arrivò una nuova discesa in quarta serie, e l'anno seguente addirittura una retrocessione in quinta serie. Dal 2011 al 2013 ci fu una nuova parentesi nel terzo livello.
Al termine del campionato di Division 1 2019, concluso dal Karlstad BK al quinto posto, la società si fuse con i concittadini del Carlstad United per dare vita a un unico nuovo club denominato IF Karlstad.